# Pseudopsodos gemina
Pseudopsodos gemina là một loài bướm đêm trong họ Geometridae.